# Зыбалов, Георгий Зосимович
Георгий Зосимович Зыбалов (23 марта 1914, Владивосток — 12 марта 1992) — советский спортивный функционер, судья и тренер по боксу, спортсмен-мотоциклист. Участник чемпионатов СССР по мотоциклетному спорту. Среди его воспитанников-боксёров были победители и призёры чемпионатов СССР и РСФСР. Был судьёй на пяти чемпионатах Европы и на двух летних Олимпийских играх. С 1950 по 1953 и 1963 по 1969 годы был начальником отдела бокса Всесоюзного комитета физкультуры и спорта. Создатель перчаток Зыбалова.

## Биография
Родился 23 марта 1914 года во Владивостоке. Тренировался в родном городе под руководством И. Шкодина. В молодости работал водителем в автоколонне на станции Первая Речка.
В 1937 году окончил училище Высшую школу тренеров Харьковского государственного института физической культуры, после чего начал работал тренером по боксу Приморского края. Помимо бокса увлекался мотоциклетным спортом, в 1938 и 1940 годах был участником чемпионатов СССР в этом виде спорта. Среди его воспитанников-боксёров наибольшую известность получили трёхкратный чемпион (1950, 1951 и 1953) и двукратный призёр (1955 и 1956) чемпионатов СССР Борис Назаренко, чемпион РСФСР (1949) Болеслав Егоров и призёр чемпионата СССР (1944) Николай Юрченко.
Параллельно занимался спортивно-судейской деятельностью. Некоторое время был председателем Приморской краевой коллегии судей. В 1946 году Георгию Зосимовичу было присвоено почётное звание судья всесоюзной категории. С 1950 года занимал должность начальника отдела бокса Всесоюзного комитета физкультуры и спорта (ВКФС). В 1953 году получил звание судьи международной категории Международной ассоциации любительского бокса. В том же году оставил должность начальника отдела бокса, и стал судьёй. Был судьёй на пяти чемпионатах Европы, в том числе и на чемпионате Европы 1957 года, где был признан лучшим судьёй турнира. В 1958 году окончил Государственный центральный ордена Ленина институт физической культуры имени И. В. Сталина. В 1963 году был возвращён на должность начальника отдела бокса ВКФС.
Продолжал параллельно с работой в отделе бокса судить боксёрские поединки. Был единогласно признан лучшим судьёй на летних Олимпийских 1964 года в Токио, на летних Олимпийских играх 1968 года в Мехико вновь был признан лучшим судьёй, но решением большинства (сборная США не поддержала решение из-за решения Зыбалова дисквалифицировать их боксёра лёгкого веса Альберта Робинсона за нарушение правил в финальном поединке турнира). В 1969 году оставил должность начальника отдела бокса. За 25 лет активной и безупречной судейской работы был удостоен звания Почётного судьи всесоюзной категории.
Создал атравматичные и «переходные» боксёрские перчатки (более известны как перчатки Зыбалова). Занимался публицистической деятельностью, участвовал в написании книг «Бокс. Справочник» (1976) и «Бокс. Энциклопедия» (1998), а в 1986 году в киевском издательстве «Здоровье» вышло учебное пособие Георгия Зыбалова «Соревнования по боксу».
Скончался 12 марта 1992 года от неизлечимой болезни.